# 岡田実 (陸軍軍人)
岡田 実（おかだ みのる、1887年（明治20年）8月28日 - 1945年（昭和20年）3月20日）は、大日本帝国陸軍軍人。最終階級は陸軍少将。位階勲等は従四位勲三等。

## 経歴
東京府出身。陸軍士官学校第20期、陸軍大学校第28期卒業。ヴェルサイユ平和条約実施委員などを経て、1923年（大正12年）8月、陸軍砲兵少佐に進級し、1924年（大正13年）9月時点で野砲兵第7連隊大隊長の任にあった。1925年（大正14年）9月時点で陸軍野戦砲兵学校教官兼同校研究部部員となり、1926年（大正15年）3月に参謀本部部員兼陸軍経理学校教官に就任した。1928年（昭和3年）3月、陸軍砲兵中佐に進級し、8月に伊国在勤帝国大使館附武官伊国駐在員取締に転じ、1931年（昭和6年）8月には参謀本部部員に着任した。
1932年（昭和7年）8月8日、陸軍砲兵大佐進級と同時に陸軍技術本部部員となり、1933年（昭和8年）8月に近衛野砲兵連隊長（近衛師団）、1935年（昭和10年）3月に近衛師団参謀長と歴任した。1936年（昭和11年）8月1日に陸軍野戦砲兵学校幹事に転じ、12月1日に陸軍少将に進級、1937年（昭和12年）8月に関東軍砲兵司令官に就任した。1938年（昭和13年）12月に参謀本部附となり、1939年（昭和14年）1月23日に待命、1月31日に予備役に編入された。
予備役編入後は横山工業取締を務めた。

## 栄典
勲章等
- 1940年（昭和15年）8月15日 - 紀元二千六百年祝典記念章[11]